# Bibracte rotundata
Bibracte rotundata är en insektsart som beskrevs av Willemse, C. 1928. Bibracte rotundata ingår i släktet Bibracte och familjen gräshoppor. Inga underarter finns listade i Catalogue of Life.